# Pediana
Genre
Pediana est un genre d'araignées aranéomorphes de la famille des Sparassidae.

## Distribution
Les espèces de ce genre se rencontrent en Australie et en Indonésie.

## Liste des espèces
Selon World Spider Catalog (version 21.0, 05/05/2020) :
- Pediana horni (Hogg, 1896)
- Pediana longbottomi Hirst, 1996
- Pediana mainae Hirst, 1995
- Pediana occidentalis Hogg, 1903
- Pediana paradoxa Hirst, 1996
- Pediana regina (L. Koch, 1875)
- Pediana temmei Hirst, 1996
- Pediana tenuis Hogg, 1903
- Pediana webberae Hirst, 1996

## Publication originale
- Simon, 1880 : Révision de la famille des Sparassidae (Arachnides). Actes de la Société Linnéenne de Bordeaux, vol. 34, p. 223-351 (texte intégral).